# Ugo Buzzolan
Ugo Buzzolan (Thiene, 10 novembre 1924 – Torino, 8 ottobre 1990) è stato un giornalista italiano, considerato l'inventore della critica televisiva in Italia.

## Biografia
Dopo l’infanzia a Thiene e l’adolescenza a Milano, si trasferisce a Torino nei primi anni Quaranta e il 20 settembre 1944, interrotti gli studi universitari e abbandonato il servizio di leva cui era stato appena chiamato, entra nella Resistenza. Partigiano combattente con il nome di battaglia di “Ippolito Savio”, viene inquadrato nella Brigata “Monte Albergian” e sino alla Liberazione fa parte della 44ma Divisione “Val Chisone” di “Giustizia e Libertà”. Nel dopoguerra si laurea in Letteratura inglese con una tesi sul teatro di Thornton Wilder ed entra al quotidiano La Stampa di Torino, dove per alcuni anni si occupa di cronaca. Negli anni cinquanta l'allora direttore del quotidiano, Giulio De Benedetti, gli affida dapprima incarichi di critica teatrale, quindi, a partire dal 1958, la prima rubrica di critica televisiva italiana.
Buzzolan è anche autore del primo originale televisivo (sceneggiato scritto apposta per il piccolo schermo), Domenica d'un fidanzato (1954), cui fanno seguito Eravamo giovani e Horace giovane dabbene. Del 1975 è la raccolta di racconti satirici Comica familiare.
Buzzolan svolge il suo compito con rigore e indipendenza, ingaggiando negli anni strenue battaglie contro la censura, l'invadenza della politica in televisione, l'eccesso di pubblicità, e schierandosi a favore della cultura e del teatro sul piccolo schermo, dell'apertura del mercato radiotelevisivo, dei programmi di qualità. Firma la sua rubrica con il nome completo o con una sigla che presto diventa celebre: "u.bz.".
Per la sua rubrica quotidiana, Buzzolan viene insignito nel 1968 del Premiolino, il più importante premio giornalistico italiano.
All'indomani della sua scomparsa, Beniamino Placido lo ricorda con queste parole: "Quando non ero d'accordo con Buzzolan, iniziavo a preoccuparmi".